# Bof et Cie
Bof et Cie est une série télévisée jeunesse québécoise en 73 épisodes de 25 minutes diffusée du 19 septembre 1981 au 10 juin 1983 à la Télévision de Radio-Canada.

## Synopsis
« Numéros de danse, d'acrobatie, de magie, de jonglerie, etc., exécutés par des clowns. »

## Fiche technique
- Réalisation : Frank Duval, Michel F. Gélinas, Raymond Pesant, Hélène Robert
- Scénario : Pierre Beaudry, Louise Gamache, Michèle Poirier
- Société de production : Société Radio-Canada

## Distribution
- Pierre Beaudry : Bof
- Michèle Deslauriers : Plume
- Denis Mercier : Crac
- Sylvie Léonard : Puce
- Jean-Raymond Châles : Max
- Johanne Garneau : Millie
- Pierre Lenoir : Fred